# Goniacidalia balmata
Goniacidalia balmata är en fjärilsart som beskrevs av Dyar 1914. Goniacidalia balmata ingår i släktet Goniacidalia och familjen mätare. Inga underarter finns listade i Catalogue of Life.